# José Alberto López Menéndez
José Alberto López Menéndez (nascut el 21 de maig de 1982), conegut com a José Alberto, és un entrenador i exjugador de futbol asturià que va jugar com a defensa.

## Carrera esportiva
Nascut a Oviedo, Astúries, José Alberto va començar la seva carrera a l'equip juvenil de l'Astur CF l'any 2001 (més tard rebatejat Oviedo ACF); en aquell moment, jugava com a sènior al SDR San Lázaro de Tercera Divisió, però es va retirar poc després. El 2006 es va fer càrrec de la plantilla sub-19 del CD Vallobín, però l'any següent va tornar a l'Astur.
L'any 2008, José Alberto es va traslladar a l'Sporting de Gijón, sent nomenat segon entrenador de l'equip sub-14. Va ser nomenat entrenador dels sub-13 l'any següent, i posteriorment es va fer càrrec dels sub-14.
El 12 d'octubre de 2013, José Alberto va ser nomenat entrenador del CD Covadonga de Tercera Divisió, i va liderar l'equip a la cinquena posició durant la campanya, a un punt dels play-offs. Va dimitir el 19 de maig següent i va tornar a l'Sporting el 2 de juny.
El 9 de juny de 2016, José Alberto va ser nomenat entrenador del filial, acabat de descendir a la quarta divisió. Va aconseguir l'ascens a Segona Divisió B en la seva primera temporada, i va arribar als play-offs a Segona Divisió en la seva segona.
El 18 de novembre de 2018, José Alberto va substituir Rubén Baraja al capdavant del primer equip. El seu primer partit al capdavant va tenir lloc cinc dies després, amb una victòria fora de casa per 2-1 contra el Granada CF. Va ser acomiadat el 21 de desembre de 2019, després de dues derrotes contra el Zamora CF de quarta categoria a la Copa del Rei i l'Extremadura UD.
El 27 de juliol de 2020, José Alberto va ser nomenat responsable del CD Mirandés, encara a la segona divisió. L'1 de juny següent, va ser nomenat al capdavant del seu equip de lliga Màlaga CF.
El 24 de gener de 2022, després d'una derrota a casa per 0-5 davant la UD Eivissa, José Alberto va ser destituït pels andalusos.

## Vida personal
El germà petit de José Alberto, Dani, també era futbolista, un lateral esquerre, que es va formar al Reial Oviedo.

## Palmarès

### Entrenador
Sporting de Gijón B
- Tercera Divisió:2016–17